# 鎌倉節
鎌倉 節（かまくら さだめ、1930年（昭和5年）4月27日 - 2014年（平成26年）10月25日）は、日本の警察官僚。位階は従三位。内閣調査室長、警視総監、宮内庁長官などをつとめた。

## 来歴・人物
高知県出身。高知城東中、高知高等学校 (旧制)を経て、1954年（昭和29年）東京大学法学部卒業。国家地方警察本部（現警察庁）入庁。同期入庁の佐々淳行（初代内閣安全保障室長）、金澤昭雄（第13代警察庁長官）等と共にキャリアとして評価された。
大阪府警を振り出しに愛知県警本部、警視庁など刑事畑を歩む。1973年（昭和48年）富山県警本部長となり、警視庁公安、警務各部長、同副総監、内閣調査室長、警視総監など歴任。総監時代、警察官僚OBであり、当時の内閣官房長官だった後藤田正晴の要請を受け、東芝機械ココム違反事件の捜査を命じた。
1994年（平成6年）に宮内庁次長となる。次長時代には、とかく前例踏襲主義に陥りがちな宮内庁の業務改善に取り組む一方、福利厚生面にも力を入れ、「改革派」「実行力のある人」の評価を得ている。
1996年（平成8年）に藤森昭一長官が退任後、宮内庁長官に就任、2001年（平成13年）まで務めて退官した。2002年（平成14年）4月29日勲一等瑞宝章受章。
財団法人全日本交通安全協会理事長、社団法人日本自動車連盟会長、社団法人全国警友会連合会会長等を歴任。
2014年10月25日死去。84歳歿。叙従三位。